# تيلوال (تشيشير)
تيلوال (بالإنجليزية: Thelwall)‏ هي قرية تقع في المملكة المتحدة في إنجلترا.